# Håkan Hagegård
Nils Olov Håkan Hagegård, född den 25 november 1945 i Karlstad, är en  svensk opera- och konsertsångare (baryton), utnämnd till hovsångare 1985.

## Biografi
Som 12-åring såg Hagegård sin första operaföreställning, Rigoletto på Värmlandsoperan, och blev helt tagen. Sin scenmusikaliska debut gjorde han 1965 som Erik i Värmlänningarna på utomhusscenen i Ransäter.
Hagegård studerade vid Musikhögskolan i Stockholm och Mozarteum i Salzburg i Österrike. Han tog lektioner av bland andra Tito Gobbi, Gerald Moore och Erik Werba. På Operan i Stockholm debuterade han 1968 som Papageno i Trollflöjten en roll han även iklädde sig sju år senare i Ingmar Bergmans filmatisering. Där han fick sedan anställning 1970. Samma år gjorde han sitt första framträdande på Drottningholms slottsteater som Pacuvio i Rossinis Pietro del Paragone. Hans debut på Metropolitan i New York kom 1978 som Malatesta i Don Pasquale. Sedan dess har han framträtt i operauppsättningar på bland annat Carnegie Hall, Glyndebourne Festival Opera, Covent Garden, La Scala, Wiener Staatsoper, Opera Bastille, Concertgebouw, Sydney Opera House och Deutsche Oper Berlin. Han har också gjort sig känd som romanssångare.
Bland rollerna finns greven i Figaros bröllop, Guglielmo i Così fan tutte, Greven i Capriccio och Wolfram i Tannhäuser. För den stora publiken är Hagegård dock troligtvis mest känd som Papageno i Ingmar Bergmans inspelning av Trollflöjten. Till modernare roller hör Beaumarchais i Coriglianos The Ghosts of Versailles och officeren i Lidholms Ett drömspel från 1992.
Hagegård blev ledamot av Kungliga Musikaliska Akademien (1989). Han lämnade arbetet i akademien 2018 efter anklagelser om sexuella trakasserier på musikhögskolorna i Oslo och Stockholm. Hagegård är den förste innehavaren av Birgit Nilssons professur i sång vid Kungliga Musikhögskolan i Stockholm, en tjänst som uppkallades efter operasopranen Birgit Nilsson, och innehar en professur vid Norges Musikhögskola i Oslo.
Han är grundare av Hagegården (numera Enggården), ett musikaliskt kulturcentrum i Gunnarsbyn i Brunskog i Värmland. Han är även ledamot av Värmländska Akademien. År 2000 utsågs han till hedersdoktor vid Karlstads universitet.
Efter mönster från yrkesskolan Actors Studio i New York grundade Hagegård 2010 Singers Studio i Stockholm. Där får sångare, kompositörer och librettister tillfälle att arbeta med och testa musikmaterial. Tillsammans kan de undersöka materialets möjligheter och svårigheter. Verksamheten erbjuder dessutom Master class, enskilda lektioner, föredrag och konserter. Alla programinslag utom den enskilda undervisningen är öppen för publik.
Hagegård har tidigare varit gift med den amerikanska sångerskan Barbara Bonney, och är kusin till tenoren Erland Hagegård.

## Priser och utmärkelser
- 1976 – Läkerols kulturpris
- 1977 – Svenska grammofonpriset för albumet Musikalisk salong (tillsammans med Thomas Schuback)
- 1978 – Svenska grammofonpriset för albumet Tre fasliga fåglar – sånger av Laci Boldeman
- 1982 – Svenska grammofonpriset för albumet Svenska ballader och sånger
- 1985 – Hovsångare
- 1985 – Svenska fonogramartistpriset
- 1986 – Frödingmedaljen
- 1989 – Ledamot nr 865 av Kungliga Musikaliska Akademien
- 1992 – Mårbackapriset
- 1993 – Litteris et Artibus
- 2000 – Hedersdoktor vid Karlstads universitet

## Diskografi (urval)[7]
- Papageno i Mozarts Trollflöjten. Dir. Eric Ericson. Sveriges radio Rxlp 1226-28. Även som CD och DVD. Svensk mediedatabas.
- Papageno i Mozarts Trollflöjten. Med Gösta Winbergh, Sumi Jo. Dir. Armin Jordan. Erato 2292-45469-2. Svensk mediedatabas.
- Wolf, Italienisches Liederbuch. Med Barbara Bonney. Geoffrey Parsons, piano. Teldec 9031-72301-2. Svensk mediedatabas.
- Orff, Carmina Burana. Sylvia McNair, Håkan Hagegård. Saint Louis Symphony Orchestra and Chorus.Dir. Leonard Slatkin. RCA Victor Red Seal 09026 61673 2. Svensk mediedatabas.
- Orff, Carmina Burana. Atlanta Symphony Orchestra. Dir. Robert Shaw. Telarc CD-80056. Svensk mediedatabas.
- Orff, Carmina Burana. London Symphony Chorus and Orchestra. Dir. Eduardo Mata. RCA  09026 63981 2. Svensk mediedatabas.
- Brahms, Ein deutsches Requiem. Med Sylvia McNair. New Philharmonica Orchestra. Dir. Kurt Masur. Teldec 4509-98413-2. Svensk mediedatabas.
- Rosenberg, Hilding, Johannes uppenbarelse. (Symphony No.4). Gothenburg Symphony Orchestra. Dir. Sixten Ehrling. Swedish Radio Choir, Pro Musica Choir.  Svensk mediedatabas. Caprice/Musica Sveciae CAP 21429/MSCD 624. Svensk mediedatabas.
- Rangström, Ture, Songs 1884–1947. Musica Sveciae MSCD 629. Svensk mediedatabas.
- Lieder Recital. Zueignung. Richard Strauss, Franz Schubert, Charles Gounod, Josef Bohuslav Foerster et al. BIS-LP-54. Även som CD. Svensk mediedatabas.
- Strauss, Capriccio. Med Kiri te Kanawa m.fl. Wiener Philarmoniker. Dir. Ulf Schirmer. Decca 444 405-2 (2 CD). Svensk mediedatabas.
- Strauss, Capriccio. Med Kiri te Kanawa m.fl. San Francisco Opera Orchestra. Dir. Donald Runnicles. VHS. Decca 071 426-3. Svensk mediedatabas. Även utgiven som DVD: Arthaus Music 100354. www.naxosdirect.se Läst 6 januari 2012.
- Bach, Sacred Choral Works. Håkan Hagegård (Baritone), Margot Rödin (Mezzo Soprano), Edith Thallaug (Mezzo Soprano), et al. Dir. Anders Öhrwall. Swedish Society Discofil SCD 1065.
- Puccini, La Bohème. Royal Opera House Covent Garden Orchestra, dir. Sir Colin Davis. Katia Ricciarelli, José Carreras, David Whelan, Ashley Putnam . Philips 416 492-2, 416 493-2, 416 494-2. Svensk mediedatabas.
- Aftonsång och julepsalm. Håkan Hagegård. Adolf Fredriks Bachkör. Dir. Anders Öhrwall. Proprius PRCD 9004. Svensk mediedatabas.
- Paulus, Stephen, Songs. Håkan Hagegård. Warren Jones, piano. Albany TROYO 36-2. Svensk mediedatabas.
- Larsson, Förklädd gud (God in Disguise), Pastoralsvit (Pastoral Suite), Violinkonsert (Violin Concerto). Hillevi Martinpelto, Håkan Hagegård, Swedish Radio Symphony Orchestra. Dir. Esa-Pekka Salonen. Sony Classical SK 64140. Svensk mediedatabas.
- Grieg, Songs/Lieder/Melodies. Håkan Hagegård, Warren Jones, piano. RCA Victor (Red seal) 09026 61630 2 (2 CD). Skivorna säljes även separat: (Vol. 1: 09026 61518 2, Vol. 2: 09026 61629 2). Svensk mediedatabas.
- Lidholm, Ingvar, Ett drömpsel. Med Hillevi Martinpelto, Nina Stemme m.fl. Kungliga Hovkapellet. Dir. Kjell Ingebretsen. Caprice CAP 22029:1–2. Svensk mediedatabas.
- Schumann, Dichterliebe; Brahms Six songs. Thomas Schuback, piano. RCA Read Seal ARC1-4523.
- Håkan Hagegård sings lieder of Strauss and Wolf. Thomas Schuback, piano. RCA Read Seal ARC1-5320.
- Schumann, Liederkreis and eight songs. RCA 5664-2-RC. Svensk mediedatabas.
- Schubert, Winterreise. Thomas Schuback, piano. RCA ARC 2-4861 (2 LP). RCA Rd 84861 (CD). Svensk mediedatabas.
- Schubert, Vinterresan. Thomas Schuback, piano. SR Records SRLP 1318, SRLP 1319 (2 LP). Svensk mediedatabas.
- Grieg, Sigurd Jorsalfar. Bergen Philarmonic Orchestra. Dir. Ole Kristian Ruus. BIS SACD-1301.

## Filmografi[8]
- 1975 – Trollflöjten (Papageno)
- 1981 – Värmlänningar i närbild
- 1995 – Rucklarens väg (Nick Shadow)
- 1996 – Ringaren i Notre Dame (ärkediakonen)